# Conferência Internacional de Partidos e Organizações Marxistas-Leninistas (Unidade e Luta)
A Conferência Internacional de Partidos e Organizações Marxistas-Leninistas (CIPOML) é uma organização internacional de partidos 
comunistas anti-revisionistas que aderem à corrente Hoxhaista do Marxismo-Leninismo.
A CIPOML foi fundada em Quito, no Equador, em 1994; Desde sua fundação, realiza assembleias internacionais anualmente, assim como reuniões regionais na Asia, Africa e América. A conferência se considera herdeira das associações internacionais de partidos comunistas dos séculos XIX e XX, incluindo a primeira internacional e o Comintern. Ideologicamente, os partidos membros reinvindicam os pensamentos de Karl Marx, Vladmir Lenin e, particularmente, Josef Stalin.
No Brasil, a CIPOML é representada pelo Partido Comunista Revolucionário.

## Partidos e Organizações membros
| Continente           | País                 | Partido ou Organização |
| -------------------- | -------------------- | --- |
| Africa               | Benim                | Partido Comunista do Benim (em francês: Parti Communiste du Bénin PCB)                                                       |
| Africa               | Burquina Fasso       | Partido Comunista Revolucionário Voltaico (em francês: Parti Communiste Révolutionnaire Voltaïque, PCRV)                     |
| Africa               | Costa do Marfim      | Partido Comunista Revolucionário da Costa do Marfim (em francês: Parti Communiste Révolutionnaire de Côte d'Ivoire, PCRCI)   |
| Africa               | Marrocos             | Via Democrática النهج الديمقراطي Annahj Addimocrati La Voie Democratique                                                     |
| Africa               | Tunísia              | Partido dos Trabalhadores (Tunísia) (em árabe: حزب العمال, translit. Ḥizb al-'Ummāl; em francês: Parti des travailleurs, PT) |
| Asia                 | Índia                | India - Democracia Revolucionária                                                                                            |
| Asia                 | Irão                 | Partido do Trabalho do Irã (Toufan)                                                                                          |
| Asia                 | Paquistão            | Frente dos Trabalhadores do Paquistão                                                                                        |
| Asia                 | Turquia              | Partido do Trabalho (Turquia) Partido Comunista Revolucionário (Turquia) (em turco: Türkiye Devrimci Komünist Partisi TDKP)  |
| Europa               | Albânia              | Partido Comunista da Albânia (1991)                                                                                          |
| Europa               | Dinamarca            | Partido dos Trabalhadores Comunistas (em dinamarquês: Arbejderpartiet Kommunisterne APK)                                     |
| Europa               | França               | Partido Comunista Operário da França (em francês: Parti communiste des ouvriers de France PCOF)                              |
| Europa               | Alemanha             | Organização pela Construção do Partido Comunista dos Trabalhadores da Alemanha (Arbeit Zukunft)                              |
| Europa               | Grécia               | Movimento pela Reorganização do Partido Comunista da Grécia 1918-1955                                                        |
| Europa               | Itália               | Plataforma Comunista |
| Europa               | Noruega              | Grupo Marxista-Leninista pela Revolução                                                                                      |
| Europa               | Espanha              | Partido Comunista da Espanha (Marxista-Leninista) PCE-ML                                                                     |
| América Latina       | Bolívia              | Partido Comunista Revolucionário (Bolivia)                                                                                   |
| América Latina       | Brasil               | Partido Comunista Revolucionário (PCR) (Brasil)                                                                              |
| América Latina       | Colômbia             | Partido Comunista da Colombia (Marxista-Leninista) (PC de C - ML)                                                            |
| América Latina       | República Dominicana | Partido Comunista do Trabalho                                                                                                |
| América Latina       | Equador              | Partido Comunista Marxista-Leninista do Equador                                                                              |
| América Latina       | México               | Partido Comunista do México (Marxista-Leninista)                                                                             |
| América Latina       | Peru                 | Partido Comunista do Peru (Marxista-Leninista)                                                                               |
| América Latina       | Venezuela            | Partido Comunista Marxista-Leninista da Venezuela                                                                            |
| América Latina       | Chile                | Partido Comunista Revolucionário do Chile                                                                                    |
| Membros observadores | Estados Unidos       | Partido Americano do Trabalho                                                                                                |
| Membros observadores | Sérvia               | Aliança do Trabalho Revolucionária da Sérvia                                                                                 |
| Membros observadores | Uruguai              | Partido Comunista Marxista-Leninista do Uruguai                                                                              |